# Giovanni Giovannetti

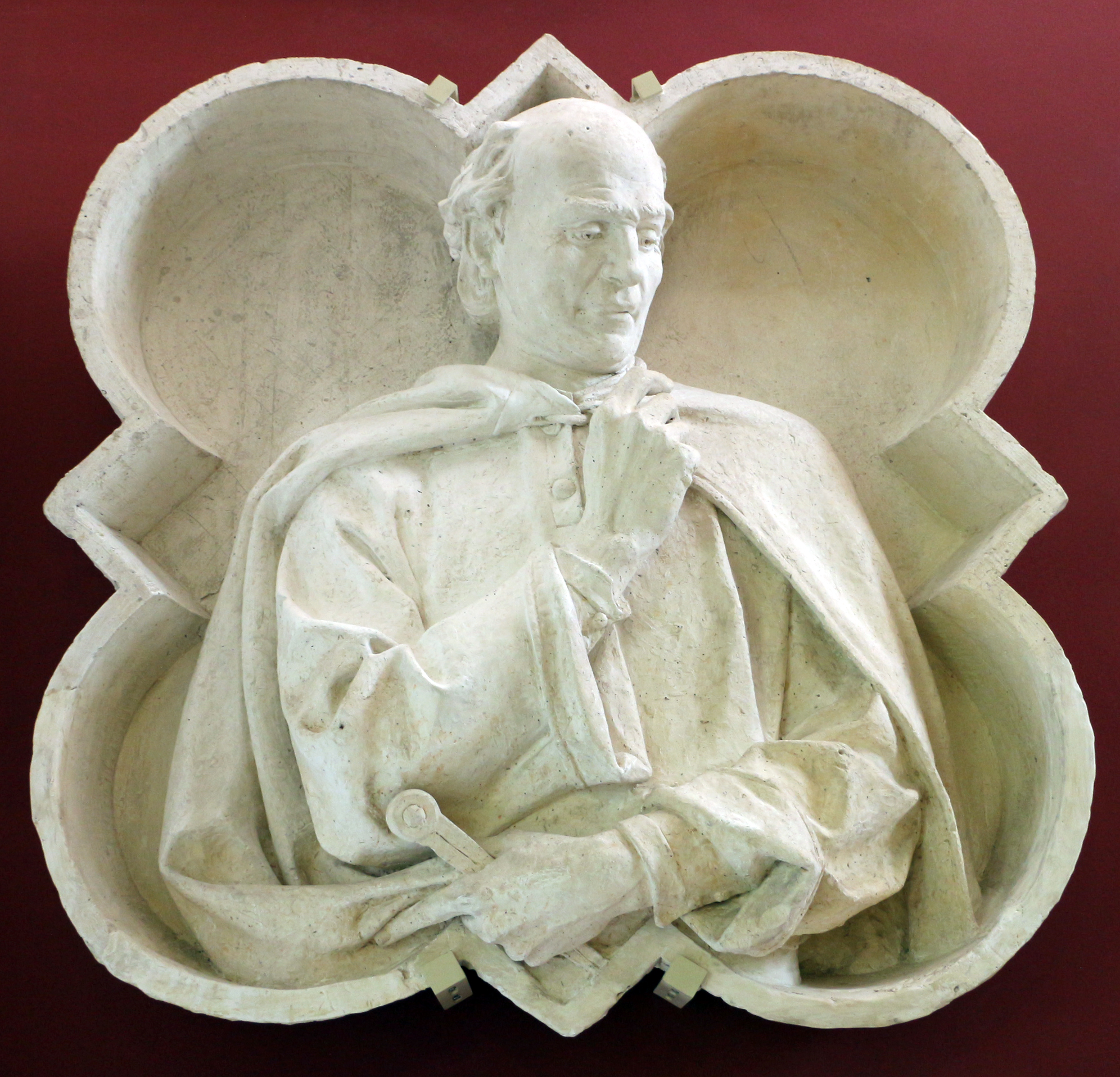
Brunellesco, gesso preparatorio per la scultura sulla facciata del Duomo di Firenze, Museo dell'Opera del Duomo

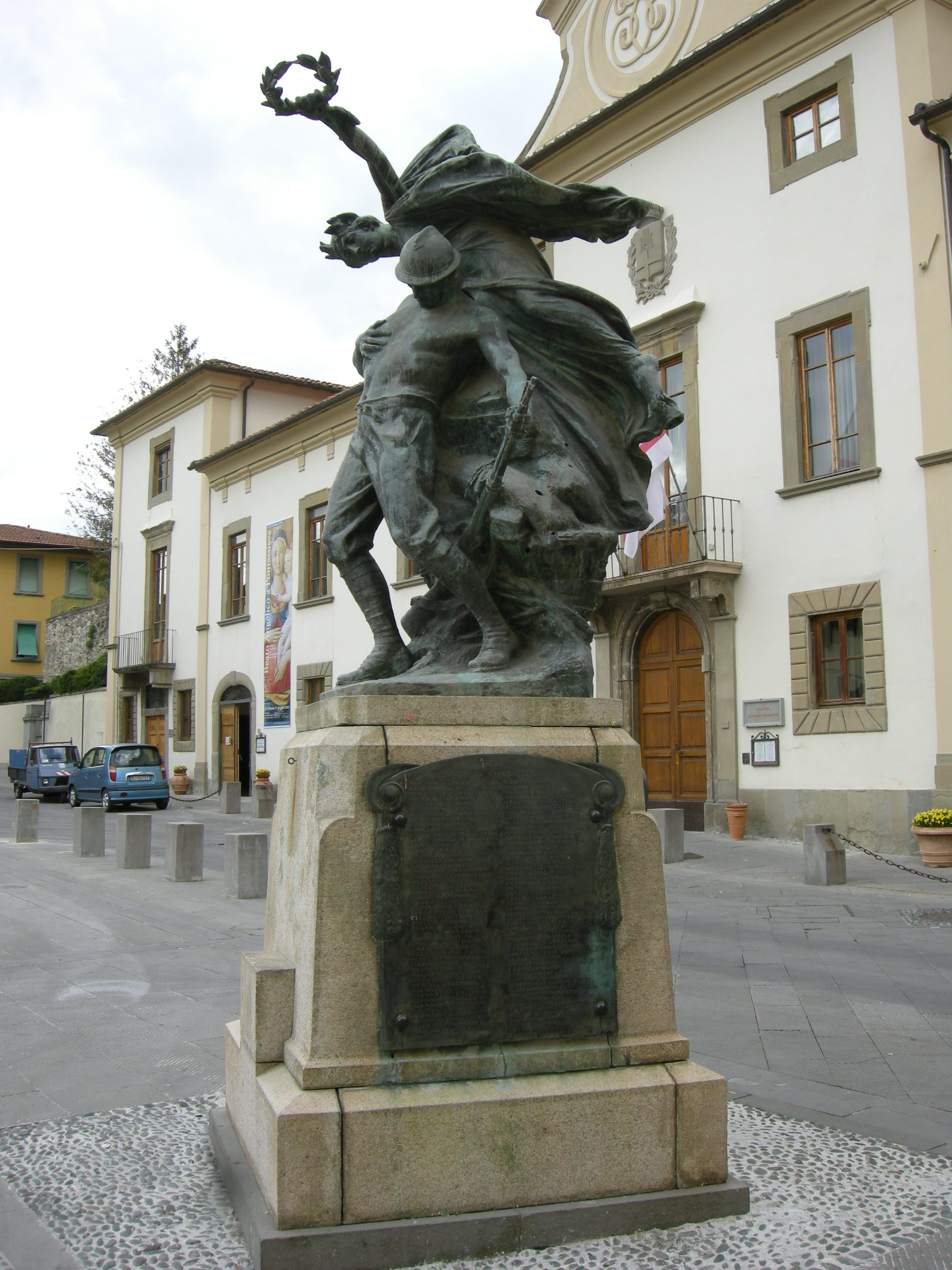
Monumento ai Caduti di Pontassieve

Giovanni Vittorio Eugenio Giovannetti (Lastra a Signa, 4 gennaio 1861 – Firenze, 1927) è stato uno scultore italiano.

## Biografia
Dopo aver frequentato la scuola serale di disegno del liceo Dante di Firenze, nel 1880-81 si iscrisse all'Accademia di belle arti, dove fu allievo di Augusto Passaglia. Negli anni immediatamente successivi vinse vari premi accademici (per lo studio dal vero e prospettiva, per il saggio di scultura, per la composizione nella classe di scultura). I primi lavori, sotto la guida del suo maestro, furono per la decorazione della facciata del Duomo di Firenze (1887) e per il villino di Federigo Stibbert. 
Negli stessi anni espose alla Mostra regionale toscana e realizzò le decorazioni per l'Hotel Savoia e per il Padiglione fiorentino per le Esposizioni del 1896. 
Spostatosi a Berlino dopo queste esperienze, Giovannetti cominciò a lavorare sotto la guida di Wilhelm Bode ai restauri di sculture italiane conservate nel Kaiser Friedrich Museum, ed entrò in rapporto con importanti antiquari italiani. 
Tornato a Firenze, si iscrisse dall'Accademia delle Arti del Disegno e nel 1912 lavorò alla ristrutturazione del teatro della Pergola, per il quale l'artista realizzò il bassorilievo raffigurante le arti sceniche, posto nell'atrio, e cominciò a collaborare con gli architetti Adolfo e Gino Coppedè. Si ricordano inoltre i suoi lavori per diversi monumenti funerari per privati (Filippi, Piazzesi, Merlini, Ceccherini), i bassorilievi bronzei per la base del monumento di Santa Chiara in San Damiano ad Assisi e il monumento ai Caduti della stessa città (1923). 
Gli ultimi lavori furono realizzati dal Giovannetti a Livorno (Palazzo delle Poste), Roma (Palazzo dell'INA), in Toscana (altri monumenti ai caduti 1923-1926).